# Péninsule de Nicoya
La péninsule de Nicoya (Peninsula de Nicoya en espagnol) est une péninsule de la côte pacifique du Costa Rica qui se partage administrativement entre la province de Guanacaste au nord et la province de Puntarenas au sud.

## Histoire
La péninsule abritait la culture chorotega à l'époque précolombienne.

## Géographie
La plus grande péninsule du pays s'enroule en forme de pince de crabe sur le golfe de Nicoya. La région est montagneuse. La côte face au golfe se présente comme une plaine ondulée se rétrécissant vers le sud, et bordée de marais et mangroves. En revanche la côte Pacifique, rocailleuse et plus touristique, offre de belles plages, notamment celles de Tamarindo (es).
Les villes principales sont Nicoya et Santa Cruz.

## Démographie
La population de la péninsule est d'environ 132 000 personnes, et le taux de mortalité à 50 ans est nettement inférieur à la normale, avec un nombre de centenaires en bonne santé significativement nombreux, ce qui en fait une des zones bleues identifiées dans le monde pour la longévité atypique de ses habitants.